# Brunbuget glansstær
Brunbuget glansstær (latin: Lamprotornis pulcher) er en spurvefugl, der lever i Sahel.